# مغنامقاومت
مغنامقاومت (MDR) یا مقاومت مغناطیسی خاصیتی از ماده می‌باشد که افزایش میدان مغناطیسی موجب تغییر مقاومت الکتریکی ماده می‌شود. این اثر ابتدا توسط ویلیام تامسون (مشهور به لرد کلوین) در سال۱۸۵۶ میلادی کشف شد. برخی در فلزات و نیم‌رساناهای غیرمغناطیسی توده‌ای مانند مغنامقاومت هندسی، نوسانات شوبنیکوف-د هاس یا مغنامقاومت مثبت رایج در فلزات رخ می‌دهند. اثرات دیگر در فلزات مغناطیسی رخ می‌دهد، مانند مغنامقاومت منفی در فرومغناطیس‌ها. وی بیش از ۵ درصد نتوانست مقاومت الکتریکی ماده را با استفاده از میدان مغناطیسی تغییر دهد؛ که این اثر، مغنامقاومت معمولی نامیده می‌شود. ترکیبات کشف شده در سال‌های اخیر باعث کشف رده‌ای دیگر از این مواد با عنوان‌های مقاومت مغناطیسی بزرگ ،مقاومت مغناطیسی تونلی، مقاومت مغناطیسی عظیم، مقاومت مغناطیسی غیرعادی شده‌است.

## کشف
این اثر ابتدا توسط ویلیام تامسون (مشهور به لرد کلوین) در سال ۱۸۵۶ میلادی روی آهن کشف شد.
او با تکه‌های آهن آزمایش کرد و متوجه شد که وقتی جریان در جهت نیروی مغناطیسی باشد، مقاومت افزایش می‌یابد و زمانی که جریان در ۹۰ درجه نسبت به نیروی مغناطیسی باشد، کاهش می‌یابد. او سپس همان آزمایش را با نیکل انجام داد و متوجه شد که به همان شیوه تحت تأثیر قرار می‌گیرد اما شدت تأثیر بیشتر است. این اثر به عنوان مغنامقاومت ناهمسانگرد (AMR) نامیده می‌شود.
در سال ۲۰۰۷، آلبرت فرت و پیتر گرونبرگ مشترکاً جایزه نوبل را برای کشف مغنامقاومت غولپیکر دریافت کردند.